# Ivan Mercep
Ivan Mercep (1930 - 8 de abril de 2014) fue un arquitecto de Nueva Zelanda.

## Primeros años y familia
Nacido en Taumarunui en 1930 de una familia croata, Mercep fue educabo en Sacred Heart College, Auckland y la Auckland University College, donde se graduó con una licenciatura en Arquitectura en 1954.
Él era el padre del locutor Simon Mercep.

## Ejercicio de la Arquitectura

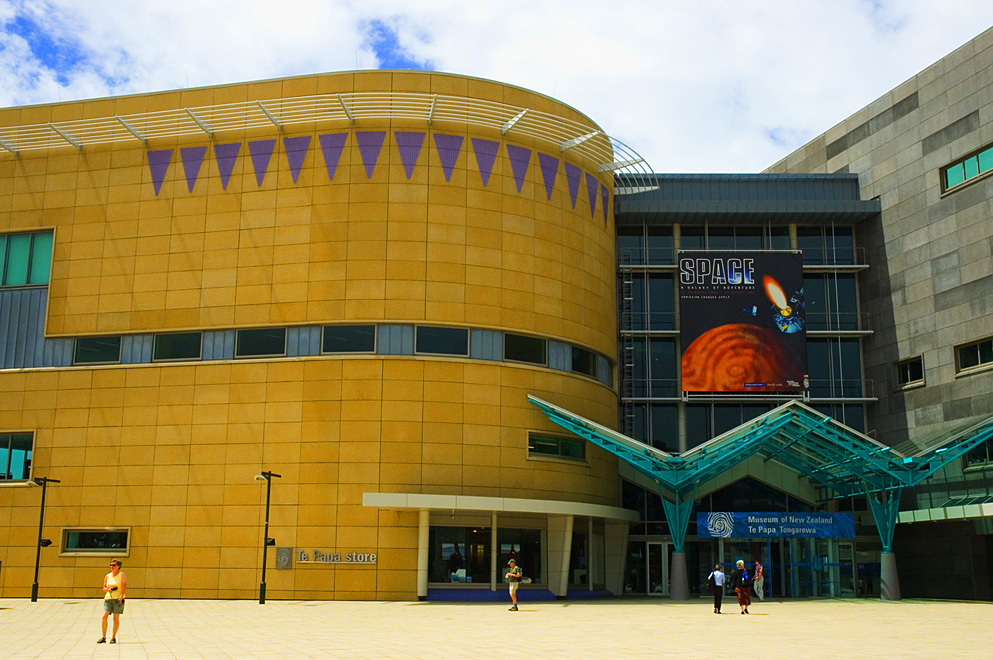
Museo de Nueva Zelanda Te Papa Tongarewa, Wellington, Nueva Zelanda.

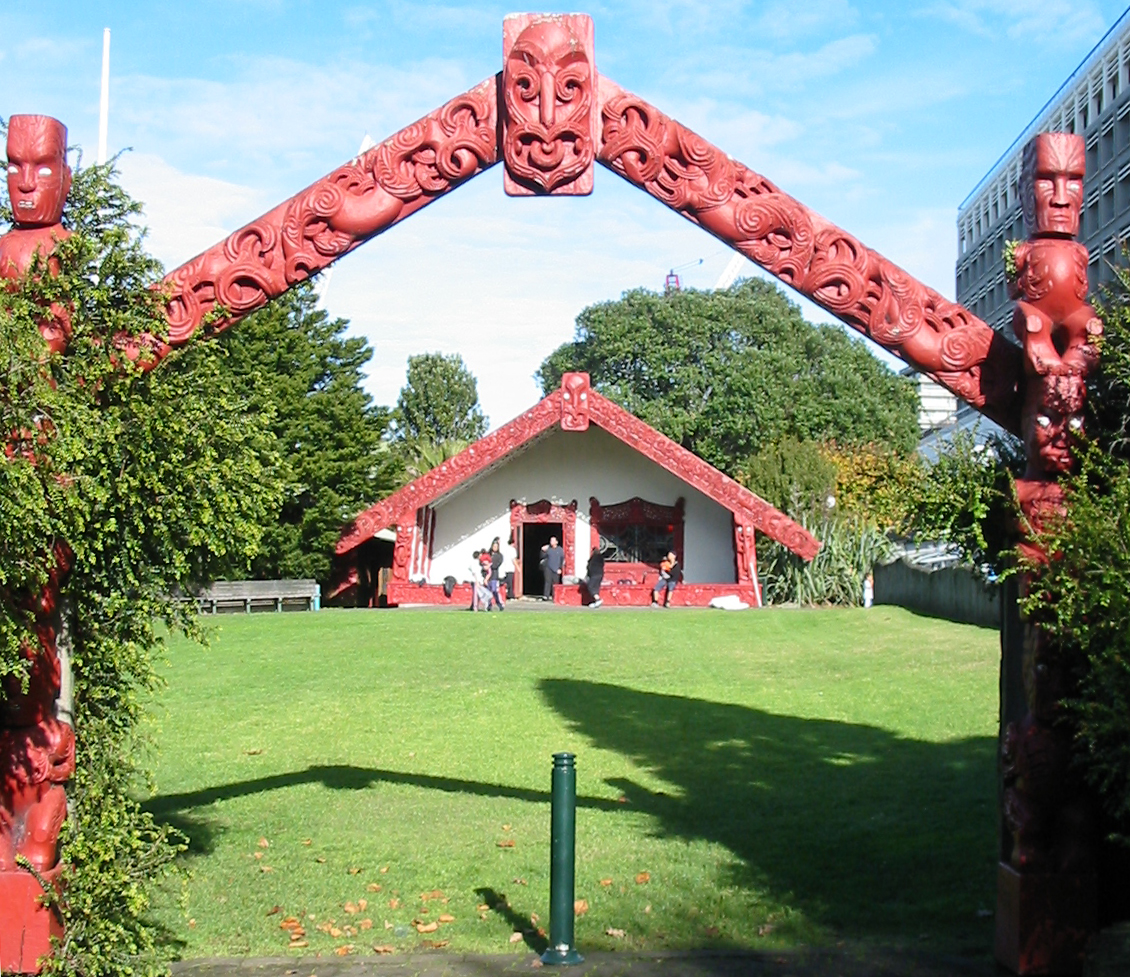
Waipapa marae de la Universidad de Auckland, Nueva Zelanda.

Después de la universidad, Mercep pasó seis años trabajando y viajando en el extranjero, antes de regresar a Nueva Zelanda en 1960. Después de trabajar con KRTA, se asoció en 1963 con Rodney Davies, Steve Jelicich y Graham Smith para formar lo que se convertiría en JASMaD (más tarde Jasmax, uno de los más grandes estudios de arquitectura en Nueva Zelanda). Mercep se convirtió en un arquitecto registrado en Nueva Zelanda en 1964.

## Honores y premios
En los honores del cumpleaños de la Reina de 1997, Mercep fue nombrado Oficial de la Orden del Mérito de Nueva Zelanda por sus servicios a la arquitectura. Fue condecorado con la medalla de oro del Instituto Neozelandés de Arquitectos en 2008.